# Сулыколь (Западно-Казахстанская область)
Сулыколь (каз. Сулыкөл, до 199? г. — Калдыгайты) — село в Каратобинском районе Западно-Казахстанской области Казахстана. Административный центр Сулыкольского сельского округа. Находится примерно в 30 км к западу-юго-западу (WSW) от села Каратобе, административного центра района, на высоте 30 метров над уровнем моря. Код КАТО — 275049100.

## Население
В 1999 году население села составляло 1790 человек (914 мужчин и 876 женщин). По данным переписи 2009 года, в селе проживало 1446 человек (746 мужчин и 700 женщин).